# Wereldkampioenschappen zwemmen 2011 – 4×100 meter vrije slag vrouwen
De 4×100 meter vrije slag vrouwen op de wereldkampioenschappen zwemmen 2011 vond plaats op 24 juli 2011, series en finale. Omdat het zwembad waarin de wedstrijd gehouden werd 50 meter lang is, bestond de race uit acht baantjes. Na afloop van de series kwalificeerden de snelste acht ploegen zich voor de finale. Regerend wereldkampioen was Nederland. De eerste twaalf ploegen uit de series kwalificeerden zich tevens voor de Olympische Zomerspelen 2012 in Londen.

## Podium
| Goud                                                                                | Goud | Zilver                                                                                   | Zilver | Brons                                                      | Brons |
| ----------------------------------------------------------------------------------- | ---- | ---------------------------------------------------------------------------------------- | ------ | ---------------------------------------------------------- | ----- |
| Marleen Veldhuis Ranomi Kromowidjojo Femke Heemskerk Inge Dekker Maud van der Meer* | NED  | Natalie Coughlin Missy Franklin Jessica Hardy Dana Vollmer Amanda Weir* Kara Lynn Joyce* | USA    | Britta Steffen Silke Lippok Lisa Vitting Daniela Schreiber | GER   |

* Zwemsters van wie de namen schuingedrukt staan zwommen enkel in de series.

## Records
Voorafgaand aan het toernooi waren dit het wereldrecord en het kampioenschapsrecord
| Wereldrecord en Kampioenschapsrecord | Nederland Inge Dekker (53.61) Ranomi Kromowidjojo (52.30) Femke Heemskerk (53.03) Marleen Veldhuis (52.78) | 3.31,72 | Rome | 24 juli 2009 |

## Uitslagen

### Series
| Rang | Namen                                                                               | Land                | Tijd    | Serie | Baan | Bijz. |
| ---- | ----------------------------------------------------------------------------------- | ------------------- | ------- | ----- | ---- | ----- |
| 1    | Amanda Weir Missy Franklin Kara Lynn Joyce Jessica Hardy                            | Verenigde Staten    | 3.35,64 | 2     | 4    | Q     |
| 2    | Marleen Veldhuis Ranomi Kromowidjojo Maud van der Meer Femke Heemskerk              | Nederland           | 3.35,76 | 1     | 2    | Q     |
| 3    | Li Zhesi Wang Shijia Pang Jiaying Tang Yi                                           | China               | 3.37,14 | 2     | 5    | Q     |
| 4    | Britta Steffen Silke Lippok Lisa Vitting Daniela Schreiber                          | Duitsland           | 3.37,28 | 1     | 5    | Q     |
| 5    | Kelly Stubbins Merindah Dingjan Yolane Kukla Marieke Guehrer                        | Australië           | 3.38,35 | 1     | 4    | Q     |
| 6    | Victoria Poon Erica Morningstar Chantal van Landeghem Geneviève Saumur              | Canada              | 3.38,80 | 1     | 3    | Q     |
| 7    | Yayoi Matsumoto Haruka Ueda Hanae Ito Natsuki Hasegawa                              | Japan               | 3.39,28 | 2     | 3    | Q     |
| 8    | Pernille Blume Mie Nielsen Lotte Friis Jeanette Ottesen                             | Denemarken          | 3.39,48 | 1     | 7    | Q     |
| 9    | Amy Smith Francesca Halsall Caitlin McClatchey Rebecca Turner                       | Verenigd Koninkrijk | 3.39,74 | 2     | 6    |       |
| 10   | Ida Marko-Varga Gabriella Fagundez Michelle Coleman Petra Granlund                  | Zweden              | 3.40,45 | 1     | 6    |       |
| 11   | Veronika Popova Margarita Nesterova Natalja Lovtsova Jelena Sokolova                | Rusland             | 3.40,73 | 2     | 2    |       |
| 12   | Aleksandra Gerasimenia Svitlana Chachlova Jana Parachoeskaja Joelia Chitraja        | Wit-Rusland         | 3.43,41 | 2     | 7    |       |
| 13   | Tatiana Lemos Barbosa Daynara de Paula Flavia Delaroli-Cazziolato Michelle Lenhardt | Brazilië            | 3.44,52 | 2     | 8    |       |
| 14   | Natasha Hind Amaka Gessler Sophia Batchelor Penelope Marshall                       | Nieuw-Zeeland       | 3.44,89 | 2     | 1    |       |

### Finale
| Rang   | Namen                                                                | Land             | Tijd    | Baan | Bijz. |
| ------ | -------------------------------------------------------------------- | ---------------- | ------- | ---- | ----- |
| Goud   | Marleen Veldhuis Ranomi Kromowidjojo Femke Heemskerk Inge Dekker     | Nederland        | 3.33,96 | 5    |       |
| Zilver | Natalie Coughlin Missy Franklin Jessica Hardy Dana Vollmer           | Verenigde Staten | 3.34,47 | 4    |       |
| Brons  | Britta Steffen Silke Lippok Lisa Vitting Daniela Schreiber           | Duitsland        | 3.36,05 | 6    |       |
| 4      | Li Zhesi Wang Shijia Pang Jiaying Tang Yi                            | China            | 3.36,36 | 3    |       |
| 5      | Bronte Barratt Marieke Guehrer Merindah Dingjan Alicia Coutts        | Australië        | 3.36,75 | 2    |       |
| 6      | Victoria Poon Julia Wilkinson Chantal van Landeghem Geneviève Saumur | Canada           | 3.38,42 | 7    |       |
| 7      | Yayoi Matsumoto Haruka Ueda Hanae Ito Natsuki Hasegawa               | Japan            | 3.39,55 | 1    |       |
| 8      | Pernille Blume Mie Nielsen Lotte Friis Jeanette Ottesen              | Denemarken       | 3.39,74 | 8    |       |